# Jedburgh (Regno Unito)
Jedburgh (in Scots:  Jeddart/Jethart;; 4 000 ab. ca.) è una cittadina con status di burgh delle Lowlands, nel sud della Scozia, appartenente all'area amministrativa degli Scottish Borders e storicamente alla contea del Roxburghshire e situata al "confine" con l'Inghilterra.
La cittadina è stata storicamente un importante crocevia tra l'Inghilterra e la Scozia e, per questo motivo, teatro di molte battaglie.

## Geografia fisica
Jedburgh si trova a nord-ovest delle Cheviot Hills e del Northumberland National Park (Inghilterra), a circa 20 km a sud/sud-est di Melrose e a circa 90 km a nord-ovest di Newcastle-upon-Tyne (Inghilterra).

## Monumenti e luoghi d'interesse

### Architetture religiose

#### Abbazia di Jedburgh
L'edificio più famoso di Jedburgh è l'abbazia agostiniana, una delle più grandi abbazie dei Borders, costruita su commissione di Davide I di Scozia per i canonici francesi provenienti da Beauvais tra il 1140 e il 1215.

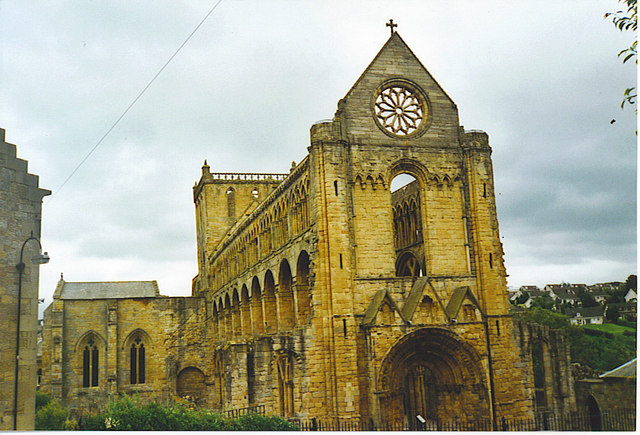
L'Abbazia di Jedburgh
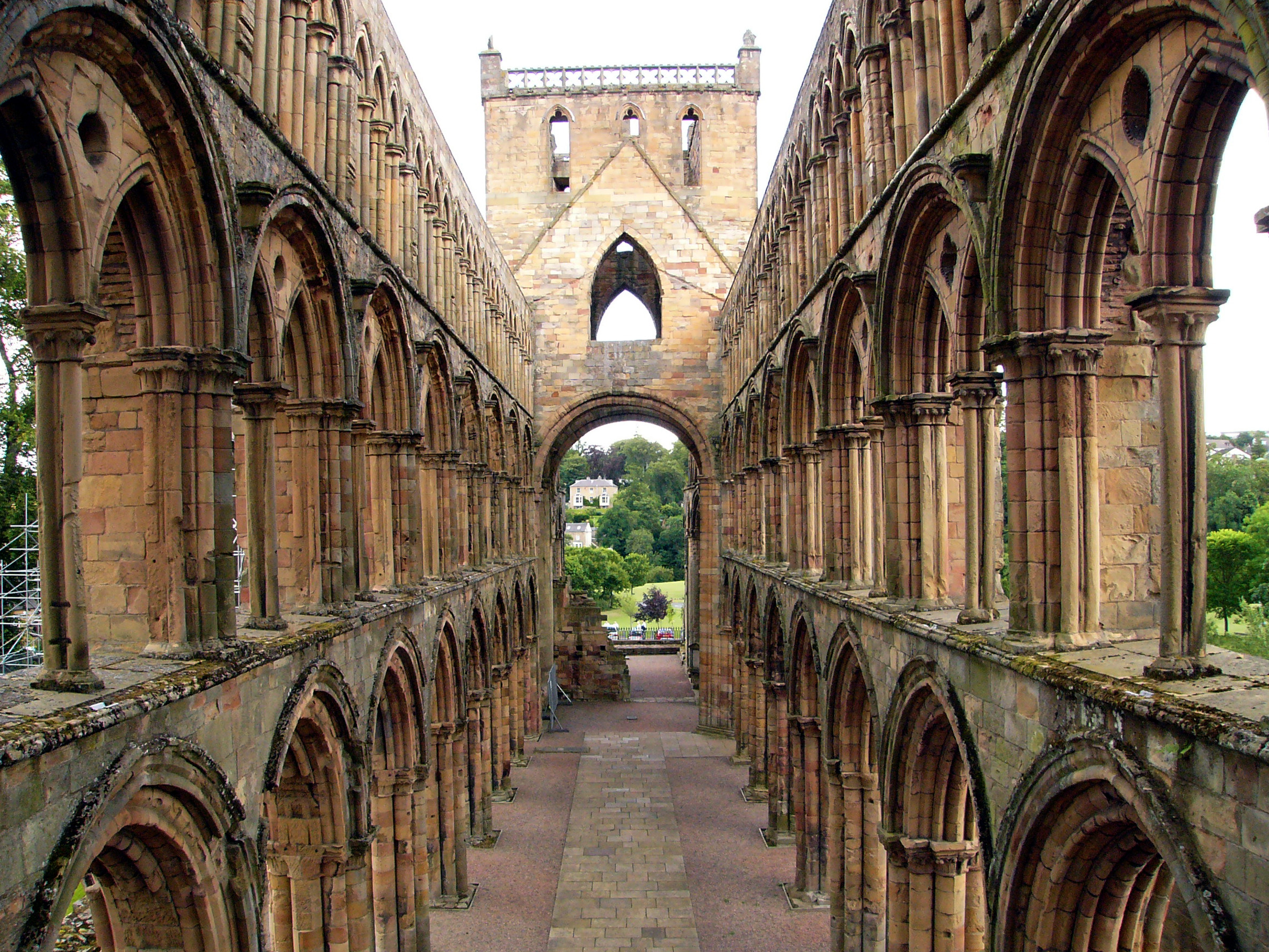
Altra immagine dell'Abbazia di Jedburgh

### Architetture civili

#### Castello di Jedburgh
Altro edificio d'interesse è il castello di Jedburgh (Jedburgh Castle), un edificio costruito come prigione nel 1823 dall'architetto Archibald Elliot nel luogo in cui sorgeva una fortezza del XII secolo, distrutta nel 1409.

## Società

### Evoluzione demografica
Al censimento del 2001, Jedburgh contava una popolazione pari 4 090 abitanti.